# Taita (langue)
Pour les articles homonymes, voir Taita.
Le taita (ou davida, kitaita, kidaw'ida) est une langue bantoue parlée dans la province côtière du Kenya par les Taitas.